# ام السعد (القطن)
'

تعديل مصدري - تعديل

ام السعد هي إحدى قرى عزلة وادي سر بمديرية القطن التابعة لمحافظة حضرموت، بلغ تعداد سكانها 173 نسمة حسب تعداد اليمن لعام 2004.